# Aurelio de Astorga
Aurelio fue un eclesiástico hispano, obispo de Astorga desde c. 681 hasta después del 693.
Intervino en el XIII Concilio de Toledo celebrado en el año 683 durante el reinado de Ervigio, en el que estuvo representado por un abad llamado Leopardo; asistió personalmente al XV del año 688 y al XVI del 693, reunidos en tiempos del rey Égica. 
Se desconoce la fecha de su muerte; algunos autores prolongan su episcopado hasta la entrada de los árabes el año 711 o poco antes.
En su tiempo floreció en los montes de El Bierzo el eremita San Valerio, que en sus obras se refiere a Aurelio como "reverendísimo varón de Dios", elogiando su afán por promover el culto religioso.

| Predecesor: Isidoro | Obispo de Astorga 681 – después de 693 | Sucesor: ? |